# Ilva Bagnolese
Ilva Bagnolese – włoski klub piłkarski, mający swoją siedzibę w mieście Neapol, na południu kraju.

## Historia
Chronologia nazw:
- 1909: Unione Sportiva Bagnolese
- 1938: S.F. Ilva Bagnolese
- 1945: A.C. Ilva Bagnolese
- 1960: klub rozwiązano

Piłkarski klub Unione Sportiva Bagnolese został założony w Neapolu w 1909 roku. Najpierw grał spotkania z zespołami prowincji Campania. Po przerwie związanej z I wojną światową w sezonie 1920/21 startował w campionato campano, gdzie zajął 2.miejsce w grupie B, potem był drugim w turnieju finałowym campano i zakończył rozgrywki na 3.lokacie w półfinale Centro-Sud Prima Categoria. W 1921 powstał drugi związek piłkarski C.C.I., w związku z czym mistrzostwa prowadzone osobno dla dwóch federacji. W sezonie 1921/22 startował w Lega Sud Prima Divisione (pod patronatem C.C.I.), gdzie zajął 5.miejsce w grupie campano. W 1922 po kompromisie Colombo mistrzostwa obu federacji zostały połączone, a klub pozostał w Prima Divisione, gdzie znów był piątym w grupie campano. W sezonie 1923/24 zajął 4.miejsce w grupie campano, ale potem na rok zawiesił swoją działalność.
W sezonie 1925/26 najpierw zajął drugie miejsce w grupie campano, a potem znów drugim w półfinale Lega Sud Prima Divisione. Po sezonie 1926/27 w którym zajął 3.miejsce w grupie Sud znów na rok zawiesił swoją działalność. W sezonie 1928/29 debiutował na czwartym poziomie rozgrywek w Terza Divisione Campana, zajmując trzecie miejsce. Po reorganizacji został przydzielony do Seconda Divisione Sud. W sezonie 1929/30 zajął 4. miejsce, jednak zdobył promocje do Prima Divisione, która w 1935 zmieniła nazwę na Serie C. W sezonie 1938/39 zmienił nazwę na S.F. Ilva Bagnolese. W latach 1943–1945 z powodu II wojny światowej nie brał udziału w rozgrywkach o mistrzostwo Włoch.
Po zakończeniu II wojny światowej w sezonie 1945/46 jako A.C. Ilva Bagnolese startował w rozgrywkach Serie C. W 1948 spadł do Promozione, a w 1952 do Promozione Campana. W 1953 powrócił do czwartej ligi, zwanej już IV Serie, ale w 1956 znów spadł do Promozione Campana. W 1958 wrócił do rozgrywek na czwartym poziomie. W sezonie 1959/60 zajął 14.miejsce w grupie F Serie D. Jednak przed rozpoczęciem sezonu 1960/61 zrezygnował z udziału w mistrzostwach, sprzedając swoje miejsce ligowe klubowi SS Ischia Isolaverde. Klub został rozwiązany.

## Sukcesy

### Trofea międzynarodowe
Nie uczestniczył w rozgrywkach europejskich (stan na 31-12-2017).

### Trofea krajowe
| \| \| Zdobyte trofea w rozgrywkach Włoch (stan na: 31-05-2017) \| |                                                          |      |                             |
| Rozgrywki                                                         | Osiągnięcie                                              | Razy | Sezon(y)                    |
| · Mistrzostwo                                                     | I miejsce                                                | 0    |                             |
| · Mistrzostwo                                                     | II miejsce                                               | 0    |                             |
| · Mistrzostwo                                                     | III miejsce                                              | 0    |                             |
| · Mistrzostwo                                                     | 2.miejsce                                                | 1    | 1925/26 (półfinał Lega Sud) |
| · Puchar                                                          | zdobywca                                                 | 0    |                             |
| · Puchar                                                          | finalista                                                | 0    |                             |
| II liga                                                           | I miejsce                                                | 0    |                             |
| II liga                                                           | II miejsce                                               | 0    |                             |
| II liga                                                           | III miejsce                                              | 0    |                             |
| Włochy                                                            | Zdobyte trofea w rozgrywkach Włoch (stan na: 31-05-2017) |      |                             |

## Stadion
Klub rozgrywa swoje mecze domowe na boisku sportowym Campo Ilva Bagnoli w Neapolu, który może pomieścić 8000 widzów.